# Haniel
Franz Haniel & Cie GmbH är en tysk koncern som består av ett antal fristående bolag inom transport och servic, bland annat CWS-boco International, ELG och TAKKT. Haniel är även delägare i METRO Group. Koncernens huvudkontor ligger i Duisburg i Tyskland. Koncernen har 21 500 anställda och en årlig omsättning på 4,2 miljarder euro (2022). Haniel är idag verksamma i Sverige och Skandinavien med bolagen Gerdmans Inredningar AB , Runelandhs Försäljnings AB och Davpack AB  som alla tillhör TAKKT gruppen. Bolagen bedriver försäljning av inredning och utrustning för arbetsplatser samt emballage.

## Historia
Franz Haniel & Cie GmbH grundades för mer än 250 år sedan av familjen Haniel i Duisburg och var från början ett handelsföretag. Företaget är än i dag familjeägt. Fastigheten som då var lager och packhus är nu museum över företaget och den industriella utvecklingen i regionen kring Duisburg. Besökare kan gå runt på de tre våningarna i autentisk miljö och se originaldokument, möbler och inventarier.